# Turhan Hatice
Turhan Hatice Sultan (ur. 1627, zm. 4 sierpnia 1683) – konkubina Ibrahima I, matka i Valide Sultan Mehmeda IV.
Była jedną z dwóch kobiet w historii Imperium Osmańskiego, które były oficjalnymi regentkami (pierwszą była Mahpeyker Kösem).
Ważna postać podczas sułtanatu kobiet.

## Młodość
Turhan Hatice, której oryginalne imię jest nieznane, miała pochodzić z terenów dzisiejszej Ukrainy. Podczas jednego z najazdów tatarskich została porwana i sprzedana do niewoli. W wieku okołu 12 lat, została wysłana do pałacu Topkapı, jako prezent od chana krymskiego, dla matki sułtana Ibrahima I, sułtanki Kösem.

## Od niewolnicy do Valide Sultan
Prawdopodobnie to Kösem podarowała Turhan Ibrahimowi. 2 stycznia 1642 roku Hatice urodziła przyszłego sułtana Mehmeda IV. W kolejnych latach dała mu jeszcze trójkę dzieci.
Turhan Hatice była jedną z ośmiu głównych konkubin (Haseki Sultan) Ibrahima I. Nigdy jednak nie została jego prawowitą małżonką.
8 sierpnia 1648 roku Ibrahim został zdetronizowany, a parę dni później uduszony. Na czele Imperium Osmańskiego stanął sześcioletni Mehmed IV. W takim przypadku tytuł Valide Sultan należał się jego matce. Jednak Turhan przez młody wiek i niedoświadczenie przeoczyła okazję. Zamiast niej regentką i Valide Sultan została poprzednia sułtanka matka- Kösem.
Hatice okazała się być zbyt ambitną, by pozwolić odebrać sobie ten tytuł bez walki. Była wspierana przez wielkiego wezyra i agów haremowych, a Kösem – przez janczarów.
Kösem została zamordowana trzy lata po objęciu władzy przez Mehmeda.

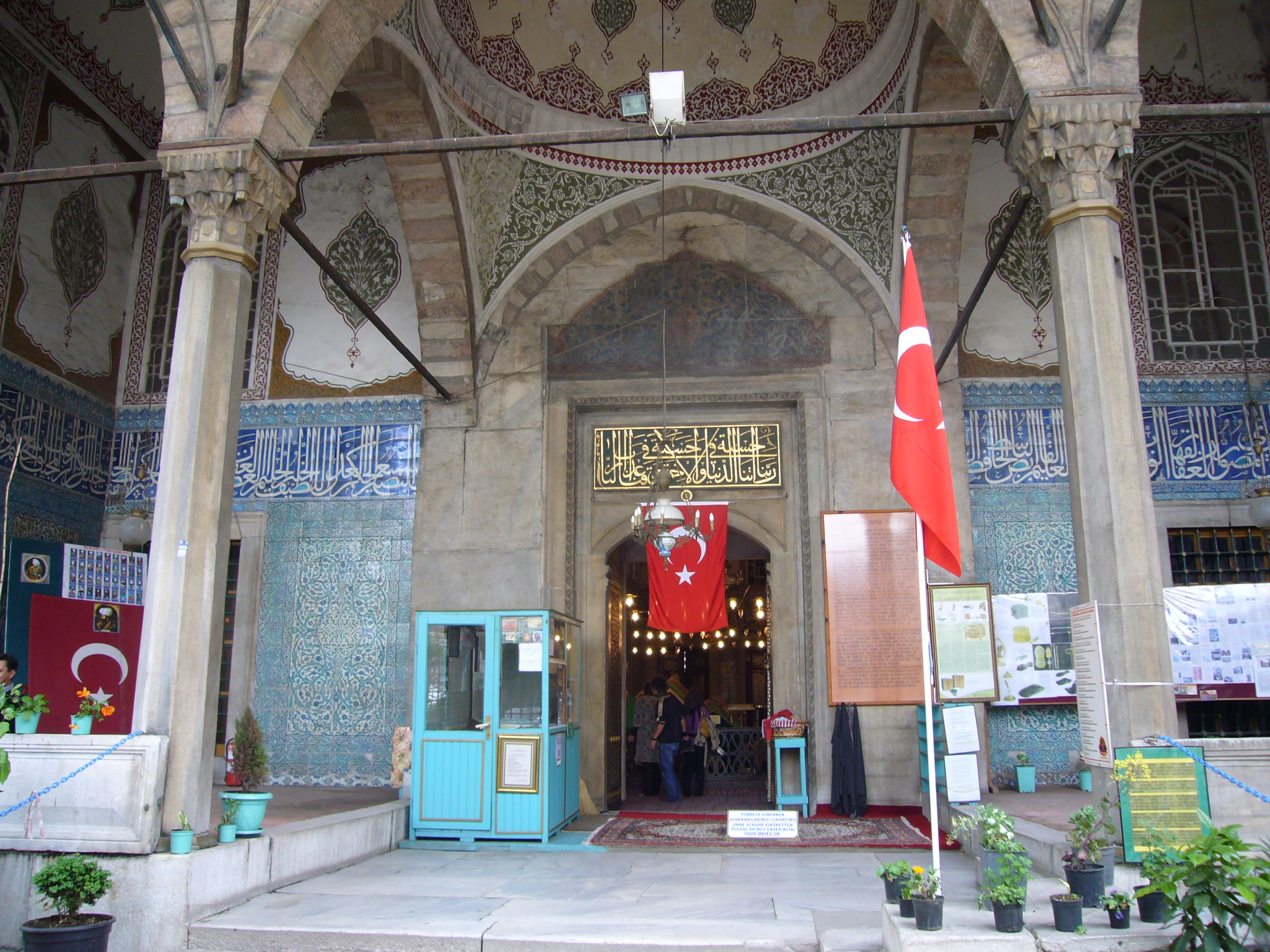
Mauzoleum Turhan Hatice znajduje się w, wybudowanym przez jej syna, stambulskim Nowym Meczecie

## Valide Sultan i regentka
Wraz ze śmiercią rywalki, Turhan Hatice została Valide Sultan. Jako regentka miała ogromną władzę. Towarzyszyła synowi w ważnych spotkaniach. Jej syn, sułtan, kochał ją i szanował. Uważał ją za współwładczynię.
Turhan Hatice zmarła 4 sierpnia 1683 roku. Została pochowana w Nowym Meczecie w Stambule.

## W kulturze
Turhan Hatice jest ważną postacią w tureckim serialu Wspaniałe stulecie: Sułtanka Kösem. W rolę tę wcieliła się Hande Doğandemir.